# Christian Berger
Pour les articles homonymes, voir Berger (homonymie).
Christian Berger, né le 13 janvier 1945 à Innsbruck, est un directeur de la photographie, réalisateur, producteur de cinéma et auteur de documentaires, téléfilms et long métrage autrichien.

## Biographie

### Carrière
Directeur de la photographie pour des réalisateurs comme Michael Haneke, Luc Bondy, Wolfgang Glück, Stephen Gaghan, Amos Gitaï, Peter Sehr et Marie Noëlle, János Szász, Christian Berger reçoit de nombreux prix internationaux.
Professeur à l'Académie de cinéma de Vienne, il est également membre de l'Académie des sciences et arts du cinéma depuis 2010.
Chrisitan Berger a développé, avec les laboratoires de lumière Bartenbach, le nouveau système de lumière Cine Reflect Lighting System (CRLS). Il a utilisé le CRLS Berger/Bartenbach, partiellement pour La Pianiste, puis pour les films Der Gläserne Blick, Ne fais pas ça, Mein Mörder, Caché, Désengagement, en 2008, le film de Michael Haneke Le Ruban blanc, en 2012, Ludwig II. et Le Grand Cahier.

### Vie privée

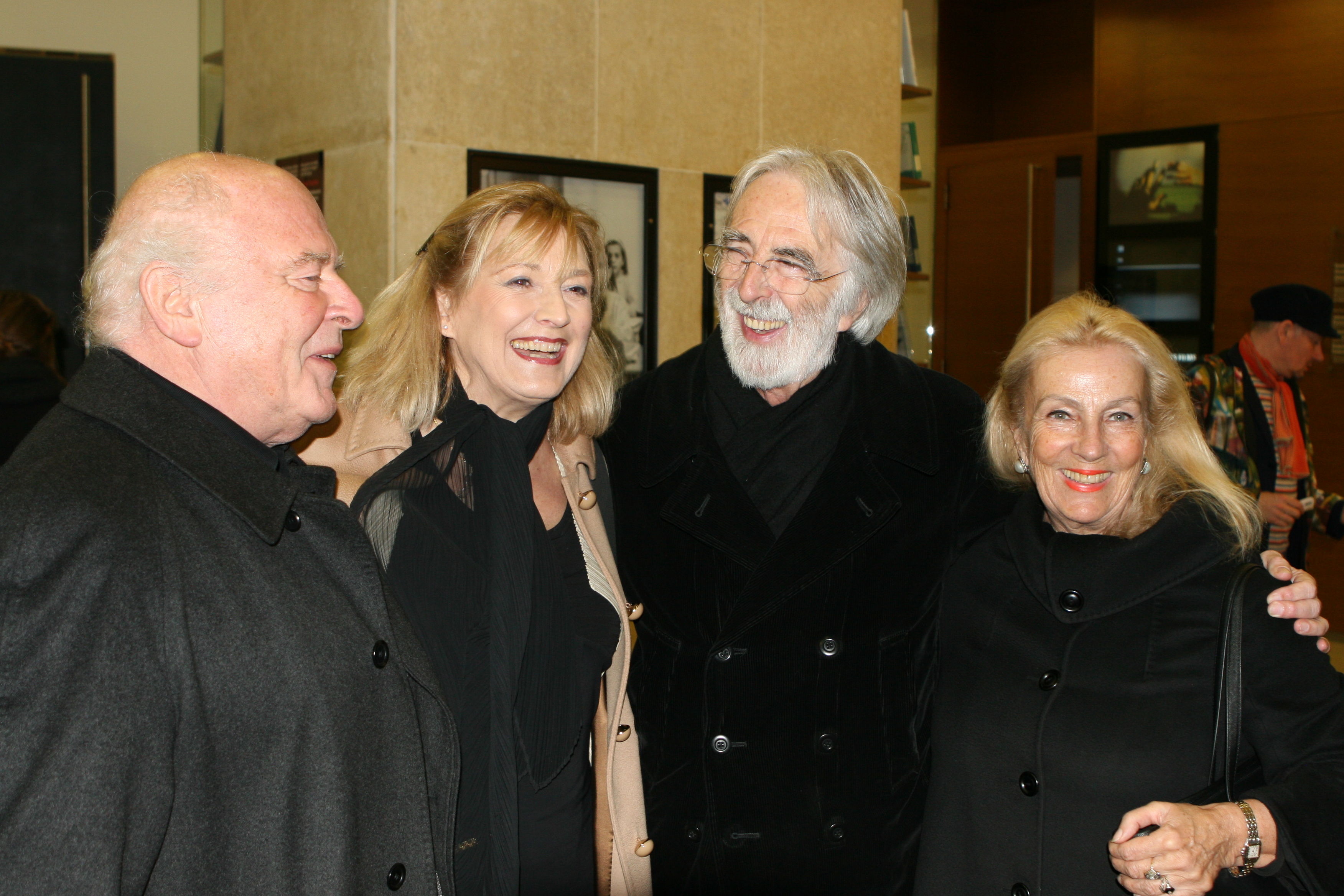
De gauche à droite en 2013, Christian Berger, son épouse Marika Green, le réalisateur Michael Haneke, son épouse Susanne Haneke.

Christian Berger est marié depuis les années 1990 avec l'actrice Marika Green — qu'il a rencontrée lors du tournage d'Hanna en mer —, qui est d'origines française et suédoise, et est ainsi le beau-frère par alliance de l'actrice française Marlène Jobert (mariée au frère de Marika Green), et par conséquent l'oncle par alliance de la fille de cette dernière, l'actrice — et James Bond girl — Eva Green.

## Filmographie
- 1979 : Arnulf Rainer - Körperkunst (TV) (documentaire) de Herbert Brödl
- 1980 : Signorina Mafalda (TV) de Herbert Brödl
- 1982 : Heimkehr nach Deutschland (TV) d'Eberhard Pieper
- 1983 : Der Weg ins Freie (TV) de Karin Brandauer
- 1984 : Raffl, réalisé par lui-même
- 1984 : Atemnot de Käthe Kratz
- 1985 : Die Abschiebung (TV) de Marianne Lüdcke
- 1988 : Nachsaison de Wolfram Paulus
- 1991 : Hanna en mer de Christian Berger
- 1991 : Mirakel de Leopold Huber
- 1992 : Benny's Video de Michael Haneke
- 1994 : Mautplatz, réalisé par lui-même
- 1994 : Das Auge des Taifun (documentaire) de Paulus Manker
- 1994 : 71 Fragments d'une chronologie du hasard de Michael Haneke
- 1995 : Vie de campagne (documentaire) (court-métrage), réalisé par lui-même
- 1995 : Es war doch Liebe ? de Wolfgang Glück
- 2001 : La Pianiste de Michael Haneke
- 2002 : Der gläserne Blick de Markus Heltschl
- 2004 : Ne fais pas ça de Luc Bondy
- 2005 : Mein Mörder (TV) d'Elisabeth Scharang
- 2005 : Caché de Michael Haneke
- 2007 : Désengagement d'Amos Gitai
- 2009 : Le Ruban blanc de Michael Haneke
- 2012 : Ludwig II. de Marie Noëlle et Peter Sehr
- 2013 : Le Grand Cahier (A nagy füzet) de János Szász
- 2015 : Vue sur mer (By The Sea) d'Angelina Jolie
- 2015 : Die Nacht der 1000 Stunden/Night of a 1000 Hours de Virgil Widrich
- 2017 : Happy End de Michael Haneke

## Nominations
- Prix pour la photographie du film Le Ruban blanc : 
  - Meilleure photographie à la 35e cérémonie des Los Angeles Film Critics Association Awards
  - Meilleure photographie à la 45e cérémonie des National Society of Film Critics Awards
  - Meilleure photographie à la 75e cérémonie des New York Film Critics Circle Awards
  - Nommé à l'Oscar de la meilleure photographie
  - Chlotrudis Award de la meilleure photographie
- Golden Camera 300 spécial lors du Festival international du film des frères Manaki